# Margherita di Sassonia (1469-1528)
Margherita di Sassonia (Meißen, 4 agosto 1469 – Weimar, 7 dicembre 1528) è stata una principessa sassone, della linea Ernestina, e duchessa di Brunswick-Lüneburg..

## Biografia
Era la figlia del principe elettore Ernesto di Sassonia (1441-1486), e di sua moglie, Elisabetta (1443-1484), figlia del duca Alberto III di Baviera.

## Matrimonio
Sposò, il 27 febbraio 1487 a Celle, Enrico I di Brunswick-Lüneburg (1468-1532). Le trattative per il matrimonio iniziarono nel 1469 quando il padre di Enrico, Ottone V, e lo zio di Margherita, Guglielmo, si allearono.
Ebbero sette figli:
- Anna (1492);
- Elisabetta (1494-1572), sposò Carlo II duca di Gheldria, non ebbero figli;
- Ottone I di Brunswick-Harburg (1495-1549);
- Ernesto I di Brunswick-Lüneburg (1497-1546);
- Apollonia (1499-1571);
- Anna (1502-1568), sposò Barnim IX di Pomerania, ebbero sette figli;
- Francesco (1508-1549), sposò Clara di Sassonia-Lauenburg, ebbero due figlie;

## Morte
Morì il 7 dicembre 1528 a Weimar. Fu sepolta nella chiesa di San Pietro e Paolo a Weimar.

## Ascendenza
|                                  |                           |                                     | Genitori                           |  |  | Nonni |  |  | Bisnonni               |  |  | Trisnonni              |  |
|                                  |                           |                                     |                                    |  |  |       |  |  | Federico I di Sassonia |  |  | Federico III di Meißen |  |
|                                  |                           |                                     |                                    |  |  |       |  |  | Federico I di Sassonia |  |  | Federico III di Meißen |  |
|                                  |                           | Caterina di Henneberg               |                                    |  |  |       |  |  | Federico I di Sassonia |  |  |                        |  |
| Federico II di Sassonia          |                           |                                     |                                    |  |  |       |  |  | Federico I di Sassonia |  |  |                        |  |
|                                  |                           | Caterina di Brunswick-Lüneburg      | Enrico di Brunswick-Lüneburg       |  |  |       |  |  |                        |  |  |                        |  |
|                                  |                           | Caterina di Brunswick-Lüneburg      | Enrico di Brunswick-Lüneburg       |  |  |       |  |  |                        |  |  |                        |  |
|                                  |                           | Caterina di Brunswick-Lüneburg      | Sofia di Pomerania                 |  |  |       |  |  |                        |  |  |                        |  |
| Ernesto di Sassonia              |                           | Caterina di Brunswick-Lüneburg      |                                    |  |  |       |  |  |                        |  |  |                        |  |
|                                  |                           | Ernesto I d'Asburgo                 | Leopoldo III d'Asburgo             |  |  |       |  |  |                        |  |  |                        |  |
|                                  |                           | Ernesto I d'Asburgo                 | Leopoldo III d'Asburgo             |  |  |       |  |  |                        |  |  |                        |  |
|                                  |                           | Ernesto I d'Asburgo                 | Verde Visconti                     |  |  |       |  |  |                        |  |  |                        |  |
| Margherita d'Austria             |                           | Ernesto I d'Asburgo                 |                                    |  |  |       |  |  |                        |  |  |                        |  |
|                                  |                           | Cimburga di Masovia                 | Siemowit IV di Masovia             |  |  |       |  |  |                        |  |  |                        |  |
|                                  |                           | Cimburga di Masovia                 | Siemowit IV di Masovia             |  |  |       |  |  |                        |  |  |                        |  |
|                                  |                           | Cimburga di Masovia                 | Alessandra di Lituania             |  |  |       |  |  |                        |  |  |                        |  |
| Margherita di Sassonia           |                           | Cimburga di Masovia                 |                                    |  |  |       |  |  |                        |  |  |                        |  |
|                                  | Ernesto di Baviera-Monaco | Giovanni II di Baviera              |                                    |  |  |       |  |  |                        |  |  |                        |  |
|                                  | Ernesto di Baviera-Monaco | Giovanni II di Baviera              |                                    |  |  |       |  |  |                        |  |  |                        |  |
|                                  | Ernesto di Baviera-Monaco | Caterina di Gorizia                 |                                    |  |  |       |  |  |                        |  |  |                        |  |
| Alberto III di Baviera           | Ernesto di Baviera-Monaco |                                     |                                    |  |  |       |  |  |                        |  |  |                        |  |
|                                  |                           | Elisabetta Visconti                 | Bernabò Visconti                   |  |  |       |  |  |                        |  |  |                        |  |
|                                  |                           | Elisabetta Visconti                 | Bernabò Visconti                   |  |  |       |  |  |                        |  |  |                        |  |
|                                  |                           | Elisabetta Visconti                 | Beatrice Regina della Scala        |  |  |       |  |  |                        |  |  |                        |  |
| Elisabetta di Baviera            |                           | Elisabetta Visconti                 |                                    |  |  |       |  |  |                        |  |  |                        |  |
|                                  |                           | Erich I di Braunschweig-Grubenhagen | Alberto I di Brunswick-Grubenhagen |  |  |       |  |  |                        |  |  |                        |  |
|                                  |                           | Erich I di Braunschweig-Grubenhagen | Alberto I di Brunswick-Grubenhagen |  |  |       |  |  |                        |  |  |                        |  |
|                                  |                           | Erich I di Braunschweig-Grubenhagen | Agnese I di Brunswick-Lüneburg     |  |  |       |  |  |                        |  |  |                        |  |
| Anna di Braunschweig-Grubenhagen |                           | Erich I di Braunschweig-Grubenhagen |                                    |  |  |       |  |  |                        |  |  |                        |  |
|                                  |                           | Elisabetta di Brunswick-Göttingen   | Ottone I di Brunswick-Göttingen    |  |  |       |  |  |                        |  |  |                        |  |
|                                  |                           | Elisabetta di Brunswick-Göttingen   | Ottone I di Brunswick-Göttingen    |  |  |       |  |  |                        |  |  |                        |  |
|                                  |                           | Elisabetta di Brunswick-Göttingen   | Margherita di Berg                 |  |  |       |  |  |                        |  |  |                        |  |
|                                  |                           | Elisabetta di Brunswick-Göttingen   |                                    |  |  |       |  |  |                        |  |  |                        |  |